# 穆爱华
爱华，全名穆爱华（本名：Charlotte MacInnis ，曾用名爱苏、爱东、1981年2月21日—），是一位在中国大陆发展的美国籍电视节目主持人、演员。学历是美国哥伦比亚大学戏剧表演专业学士学位。

## 傳記
1988年，七岁的她和姐姐爱中随父亲穆彼得、母亲穆言灵安家在中国江苏省南京市，开始了中国生活，并在南京上小学，曾和姐姐爱中加入南京市小红花艺术团学习中国戏曲，当时姐妹俩因表演相声《我爱江苏》，分别起名为爱江、爱苏（爱华），后来表演相声《我爱华东》又在相声里起名为爱华，爱东（爱华），1995年全家迁往北京，姐妹俩改名为爱中、爱华。爱华和中国的联系从祖辈开始，爱华的爷爷穆爱仁（当当）是飞虎队成员，1940年代曾在中国支援抗日，后又在福建做英语教师。
爱华曾在中国中央电视台的《正大综艺》节目中的《一笑茶园》栏目中扮演“茶博士”。
在母亲的影响下，爱华对公益事业产生了很大的兴趣。不仅主持各种类型的公益活动，爱华还跟母亲一起长期关注和支持陕西、江苏等地的盲童、失学儿童等。对于受过良好教育的爱华来说，帮助更多的孩子创造较好的受教育条件，已经成为她生活中的一个重要部分。

## 主持人生涯

### 大型晚会
2005中国杭州国际动漫节开幕式文艺晚会－浙江电视台直播 
2005第11届上海电视节“白玉兰奖”颁奖典礼暨闭幕式－东方电视台直播 
2005第七届浏阳国际烟花节开幕式文艺晚会－中央电视台转播
2005洛阳牡丹花会大型明星演唱会－ 河南电视台转播
2006中国－重庆第七届垫江牡丹节开幕式暨大型文艺演出－重庆电视台转播
2007洛阳牡丹花会开幕式暨“千枚牡丹”邮票发行庆典－洛阳电视台直播
2007BOC Let’s 同唱一首歌中国银行河南省分行迎新春大型晚会－河南电视台转播

### 电视节目
- 中央电视台《正大综艺》“一笑茶园”
- 中央电视台《希望英语杂志》
- 中央电视台《想挑战吗》
- 中央电视台《生活欧罗巴》
- 中央教育电视台《留学美国》
- 中央教育电视台《留美新托福》
- 中央广播电视大学《新实际汉语》
- 北京电视台《国际双行线》
- 北京电视台《2004外国人中华才艺大赛》
- 北京电视台《2005外国人中华才艺大赛》
- 北京电视台《2006外国人中华才艺大赛》
- 北京电视台《2007外国人中华才艺大赛》
- 北京电视台《公益歌曲大擂台》2004大型环保晚会
- 北京电视台《各就各位》2007贺岁版特别节目
- 河南电视台《梨园春》春节晚会
- 辽宁电视台2006健康时尚类谈话节目《健康一身轻》
- 苏州电视台首届（2007）长三角地区《外国友人中华才艺大赛》

## 影视作品

### 电影
- 《大地起舞》饰女二号艾玛

### 电视剧
- 《情证》饰女二号索菲娅
- 《家和万事兴》饰配角Rachel
- 《穿越激情》饰配角苏珊娜

### 话剧
- 上海话剧艺术中心 英文版《女人的最后一天》中，饰演茱丽叶
- 美国哥伦比亚大学 英文版《三姐妹》，饰演Masha

### 其它
- 与鞠萍等人共同主讲的，由中国唱片上海公司出版发行的音像制品《双语故事接力棒》